# Crateromys
Crateromys é um género de roedor da família Muridae.

## Espécies
- Crateromys australis Musser, Heaney & Rabor, 1985
- Crateromys heaneyi González & Kennedy, 1996
- †Crateromys paulus Musser & Gordon, 1981
- Crateromys schadenbergi (Meyer, 1895)